# Берджеттстаун (Пенсільванія)
Берджеттстаун (англ. Burgettstown) — місто (англ. borough) в США, в окрузі Вашингтон штату Пенсільванія. Населення — 1425 осіб (2020).

## Географія
Берджеттстаун розташований за координатами 40°22′53″ пн. ш. 80°23′33″ зх. д. / 40.38139° пн. ш. 80.39250° зх. д. (40.381293, -80.392613).  За даними Бюро перепису населення США в 2010 році місто мало площу 1,61 км², уся площа — суходіл.

## Демографія
Згідно з переписом 2010 року, у селищі мешкало 1388 осіб у 603 домогосподарствах у складі 382 родин. Густота населення становила 862 особи/км².  Було 674 помешкання (419/км²).
Расовий склад населення:
| - 96,0 % — білих - 1,7 % — чорних або афроамериканців - 0,4 % — азіатів - 0,1 % — корінних американців |

До двох чи більше рас належало 1,8 %. Частка іспаномовних становила 1,4 % від усіх жителів.
За віковим діапазоном населення розподілялося таким чином: 22,0 % — особи молодші 18 років, 60,4 % — особи у віці 18—64 років, 17,6 % — особи у віці 65 років та старші. Медіана віку мешканця становила 40,9 року. На 100 осіб жіночої статі у селищі припадало 96,6 чоловіків;  на 100 жінок у віці від 18 років та старших — 90,3 чоловіків також старших 18 років.
Середній дохід на одне домашнє господарство  становив 51 891 долар США (медіана — 42 738), а середній дохід на одну сім'ю — 65 281 долар (медіана — 60 486). За межею бідності перебувало 9,5 % осіб, у тому числі 6,5 % дітей у віці до 18 років та 8,5 % осіб у віці 65 років та старших.
Цивільне працевлаштоване населення становило 583 особи. Основні галузі зайнятості: роздрібна торгівля — 21,3 %, освіта, охорона здоров'я та соціальна допомога — 17,3 %, виробництво — 12,7 %, науковці, спеціалісти, менеджери — 11,0 %.